# Військовий переворот у М'янмі (2021)
Військовий переворот у М'янмі ― державний переворот у М'янмі, що почався вранці 1 лютого 2021 року, коли демократично обраних державну радницю Аун Сан Су Чжі, президента Він М'їна та інших лідерів керівної партії було заарештовано збройними силами М'янми (Татмадо). Через кілька годин армія М'янми оголосила про введення надзвичайного стану на один рік і заявила, що влада перейшла до головнокомандувача збройними силами Мін Аун Хлайна. Переворот викликав масові протести у країні, під час яких було вбито понад 1000 протестувальників.

## Передумови
З моменту проголошення незалежності від Британії 1948 року в М'янмі (колишня Бірма) панує політична нестабільність. У 1958—1960 роках військові за вказівкою демократично обраного прем'єр-міністра У Ну для вирішення політичних конфліктів сформували тимчасовий уряд. Після проведення виборів 1960 року військові добровільно відновили цивільний уряд. Однак, 1962 року вони захопили владу внаслідок перевороту, започаткувавши 26-річне правління.
1988 року в країні спалахнули загальнонаціональні акції протесту. Отримавши назву Повстання 8888, вони були спровоковані неефективним економічним управлінням, внаслідок чого фактичний глава держави Не Він подав у відставку. У вересні 1988 року вище керівництво збройних сил сформувало Державну раду з відновлення правопорядку (ДРВП), яка й отримала владу. У цей період помітною демократичною активісткою стала Аун Сан Су Чжі, донька сучасного засновника країни Аун Сана. 1990 року вільні вибори, дозволені військовими, привели до переконливої перемоги партії Су Чжі. Однак військові відмовилися передати владу й помістили її під домашній арешт.
Військові залишалися при владі протягом наступних 22 років до 2011 року, за результатами виконання Дорожньої карти до дисципліни — квітучої демократії, у ході якої була розроблена й прийнята Конституція 2008 року. З 2011 до 2015 року почався транзитний період переходу до демократії, і на виборах, проведених 2015 року, перемогла партія Су Чжі — Національна ліга за демократію. Однак військові зберегли значну владу, включно з правом призначати 1/4 членів парламенту.
Переворот відбувся після загальних виборів 8 листопада 2020 року, на яких Національна ліга за демократію здобула 396 з 476 місць у парламенті, що є ще більшою перемогою в порівнянні з виборами 2015 року. Проксі-партія військових, Партія солідарності та розвитку Союзу, отримала лише 33 місця.
Армія оскаржила результати, заявивши, що голосування було сфальсифікованим. Протягом кількох днів ширилися чутки про спробу державного перевороту.

## Реакція

### Протести
Група з приблизно 200 бірманських емігрантів і кількох тайських демократичних активістів біля посольства М'янми в Бангкоку організували акцію протесту проти перевороту. Акція завершилася розгоном поліцією; двоє протестувальників дістали поранення й госпіталізовані, двоє були заарештовані. Також громадяни М'янми зібралися перед Університетом Об'єднаних Націй в Токіо для висловлення протесту проти перевороту.

### Міжнародна

Засуджують переворот
Висловили глибоку занепокоєність
Нейтральна позиція
М'янма
Публічна позиція відсутня

- Кілька країн, серед яких Бангладеш,[20] Індія[21], Індонезія[22], КНР,[23] Малайзія[24], Південна Корея,[25] Сінгапур[26] та Японія[27], висловили занепокоєння, багато з них підтримали діалог між урядом і військовими з метою розв'язання проблеми.
- Австралія[28], Британія[29], Іспанія[30], Нова Зеландія[31], Туреччина[32] і США[33] засудили переворот, закликали звільнити затриманих
- Білий дім пригрозив ввести санкції щодо організаторів[34][35], представник Держдепу США Нед Прайс заявив, що США ввели санкції проти деяких осіб та організацій, пов'язаних із переворотом[36]
- Камбоджа, Таїланд і Філіппіни ухилилися від оцінки подій, назвавши переворот внутрішньою справою країни[37][38][39].
- Міжурядові організації (ООН[40], АСЕАН[41][42] та ЄС[43]) висловили стурбованість і закликали до діалогу обидві сторони. Євросоюз, окрім висловлення стурбованості, засудив переворот і закликав звільнити затриманих[43].
- 23 лютого США ввели санкції проти двох генералів, членів військової хунти М'янми, це Маунг Маунг Кьяу (головнокомандувач ВПС) та генерал-лейтенант Мо Мьїнт Тун (колишній начальник штабу армії, командувач однієї із спецоперацій збройних сил)[44]
- 28 лютого ЄС засудив використання сили військами і пригрозив санкціями у відповідь на вбивство демонстрантів[45]
- 8 березня YouTube видалив канал, що належав військовим, які здійснили переворот, до цього було закрито інші канали, серед них державні MRTV та Myawaddy Media[46].

## Вірусне відео
Фітнес-тренерка Кхін Хнін Вай випадково зняла відео, на якому видно початок перевороту. Як пояснила пізніше Кхін, вона записувала ранкове відео. Музика на фоні — Ampun Bang Jago, цей же гурт був популярним на TikTok під час протестів 2020 року в Індонезії проти нового законодавства. У пісні є слова: «Вони приходять один за одним, щоб боротися за трон». За спиною Кхін проїзджали військові автомобілі та поліцейські. Відео почали масово поширювати у соцмережах. Тільки 20 мільйонів переглядів воно зібрало в одному повідомленні в Twitter, яке зробив індійський журналіст.